# Wiesenthau
Wiesenthau település Németországban, azon belül Bajorországban. Lakosainak száma 1643 fő (2023. december 31.).

## Népesség
A település népessége az elmúlt években az alábbi módon változott:
| Lakosok száma | 332  | 707  | 810  | 1470 | 1615 | 1619 | 1615 | 1620 | 1604 | 1643 |
|               | 1875 | 1950 | 1975 | 1987 | 2012 | 2014 | 2016 | 2017 | 2021 | 2023 |